# Szászszentlászló
Szászszentlászló (románul Laslea, korábban Laslea Mare, németül Grosslasseln) falu Romániában, Szeben megyében, az azonos nevű község központja.

## Története
A község területén neolitikumi, bronzkori, római kori és kelta leleteket tártak fel. A település határában, a Burgberg nevű legelőn földvár maradványaira bukkantak. A helység első írásos említése 1308-ból maradt fenn Sanctus Ladislaus néven. További névváltozatok: Zentlázlow (1348), Zentlazlo (1404), de Magno Ladislao (1432), Lazzlen (1504), Grosslaselen (1532).
1348-ban a település a kolozsmonostori apátság birtoka volt. A későbbiekben segesvárszéki szász szabadfalu. 1488-ban 77 háztulajdonost, egy iskolát iskolamesterrel, egy malmot molnárral, három pásztort és 16 üres házat írtak össze benne. Szomszédsági törvényei 1672-ből valók.
1876 után Nagyküküllő vármegyéhez tartozott.
5000 holdas határának a 20. század elején egyharmada volt szántó, ugyanannyi erdő, egyötöde rét, a maradék pedig szőlő és legelő. Határát 1906–07-ben tagosították. A második világháború után a kényszermunkára a Szovjetunióba hurcolt szászok helyére a szigethegységi Mogosról költöztek román telepesek. 1949. július 24-én itt alakították meg az öt első romániai szocialista termelőszövetkezet egyikét, amelyben a komló termesztésével is kísérleteztek.
1992 óta a faluban működik a németországi segítséggel felállított, idősek otthonából és sebészeti klinikából álló keresztyén Lukas-Spital.

## Lakossága
- 1850-ben 1118 lakosából 736 volt német, 196 román és 186 cigány nemzetiségű; 735 evangélikus, 344 ortodox és 39 római katolikus vallású.
- 2002-ben 1456 lakosából 1016 volt román, 385 cigány, 34 német és 19 magyar nemzetiségű; 1293 ortodox, 71 adventista, 31 evangélikus, 29 baptista és 10 református vallású.

## Látnivalók
- Középkori temploma helyett 1842–44 között a segesvári Samuel Teutsch építőmester épített új templomot. Mivel az új torony még elkészülte előtt összeomlott, meghagyták a korábbi templom 14–15. századi, később erődített tornyát, a védőművek egy részével együtt.

## Híres emberek
- 1860. augusztus 20-án az átutazó Eötvös Józsefet előbb a falu szász közössége üdvözölte, majd itt fogadta ünnepélyesen Segesvár város követsége is.[5]

## Képek

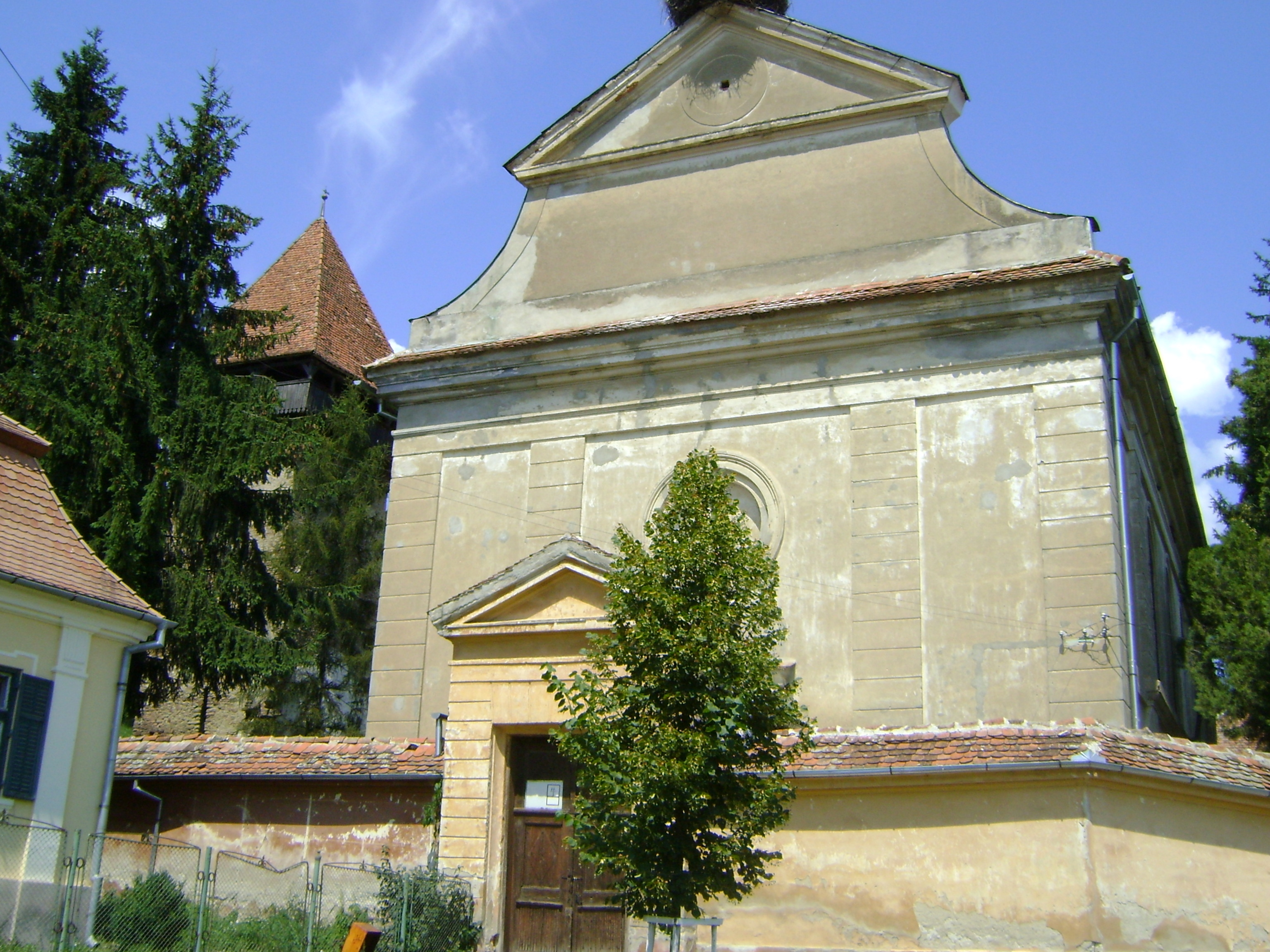
Az evangélikus erődtemplom
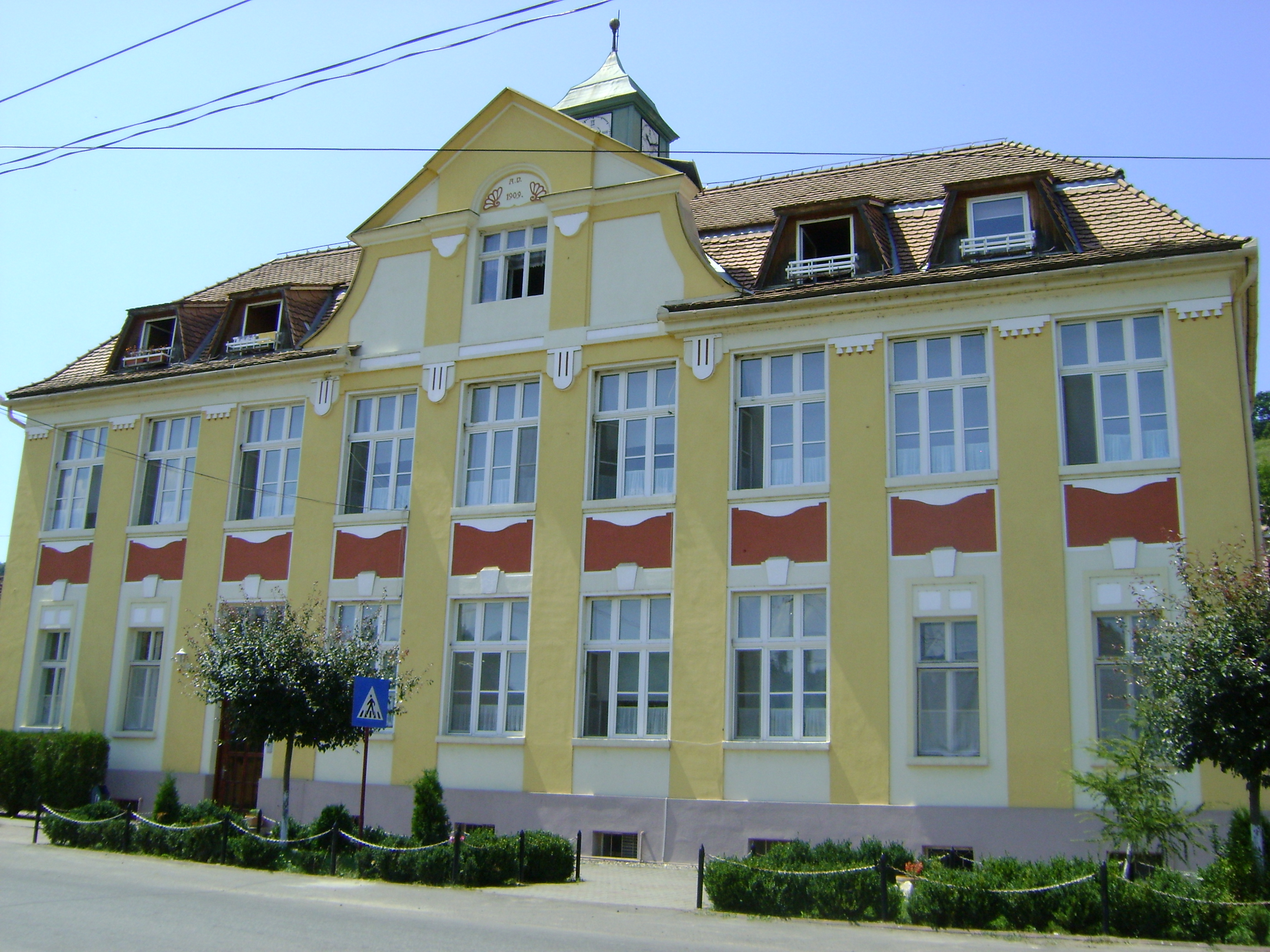
Lukas-Spital
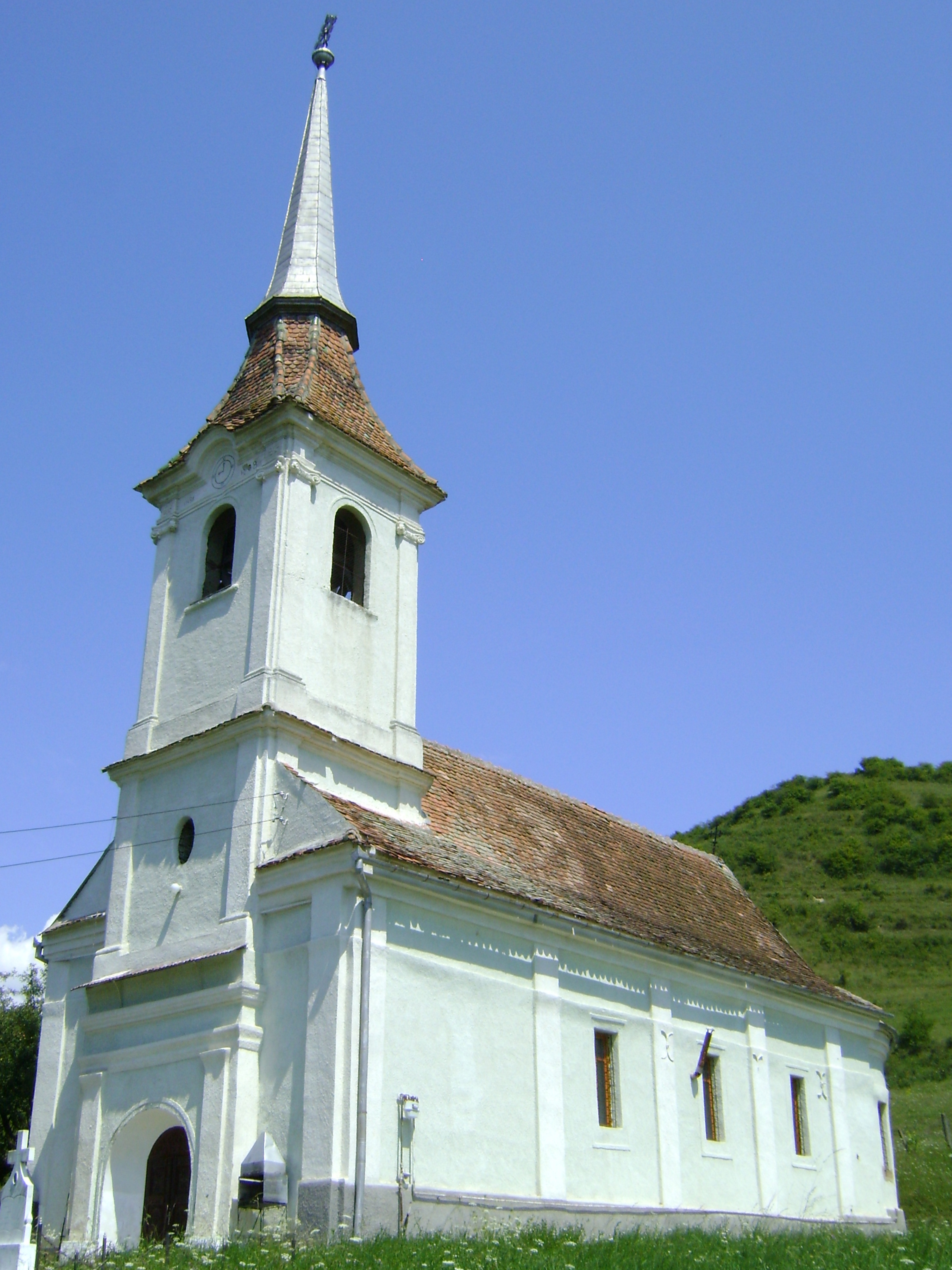
Ortodox templom